# آرادو اس‌دی ۲
آرادو اس‌دی ۲ (به انگلیسی: Arado_SD_II) یک هواگرد از نوع هواپیمای جنگنده ساخت شرکت آرادو فلوکتسایک‌ورک در آلمان است. هواگرد آرادو اس‌دی ۲ نخستین پروازش را در ۱۹۲۹ میلادی انجام داد. در مجموع، تعداد ۱ فروند از این هواگرد ساخته شده‌است.
طراح این هواگرد، والتر رتل مهندس آلمانی بود.